# Hanák Viktor
Hanák Viktor (Szekszárd, 1977. október 26. –) magyar labdarúgó.

## Pályafutása
Bemutatkozása az NB I-ben az 1997–1998-as szezonban történt meg a Siófoki Bányász színeiben. Később a Debreceni VSC csapata szerződtette, ahol jó teljesítményt nyújtott ugyan, de kikerült a csapatból, így pályafutását a Kisalföldön folytatta, előbb a Matáv FC Sopron, majd a Győri ETO FC csapataiban. Ezek után visszatért Tolna megyébe, Paksra. Jelenleg is a Paksi SE játékosa.

## Sikerei, díjai
Paksi FC
- Ligakupa-döntős: 2010

## Külső hivatkozások
- Hlsz.hu profil